# Углово (присілок, Всеволожський район)
Углово (рос. Углово) — присілок у Всеволожському районі Ленінградської області Російської Федерації.
Населення становить 105 осіб. Належить до муніципального утворення Романовське сільське поселення.

## Історія
Від 1 серпня 1927 року належить до Ленінградської області.

## Населення
| 2007 | 2010 | 2017 |
| ---- | ---- | ---- |
| 50   | ↗76  | ↗105 |